# Atlas (Kly)
Atlas (Kly) Limited, zuvor Suckling Fabrications Limited, ist ein britisches Unternehmen im Bereich Automobile und ehemaliger Automobilhersteller.

## Unternehmensgeschichte
Das Unternehmen Suckling Fabrications Limited wurde am 22. März 1977 in Keighley in der Grafschaft West Yorkshire gegründet. John David Suckling und Lynda Suckling sind seit 29. Dezember 1991 Direktoren. Der Sitz wurde am 10. Januar 2003 nach Halifax, ebenfalls in West Yorkshire, verlegt. Am 20. Januar 2003 erfolgte die Umfirmierung in Atlas (Kly) Limited. Sie begannen 2004 mit der Produktion von Automobilen und Kits. Der Markenname lautete Taydec. 2009 endete die Automobilproduktion.
Insgesamt entstanden etwa fünf Fahrzeuge.

## Fahrzeuge
Das einzige Modell war der Taydec Mark 2. Dies war ein offener Rennsportwagen, der auch eine Straßenzulassung erhalten konnte. Vorbild war der Taydec-Rennwagen, den Tommy Clapham Anfang der 1970er Jahre entwarf.